# Kożuchówek
Kożuchówek – wieś w Polsce położona w województwie mazowieckim, w powiecie sokołowskim, w gminie Bielany. Ma status sołectwa.
W latach 1975–1998 miejscowość administracyjnie należała do województwa siedleckiego.
Wieś jest siedzibą parafii św. Wawrzyńca.